# 菅野七虹
菅野 七虹（かんの ななこ、1994年12月30日 - ）は、日本の女子陸上競技選手。長距離走。

## 略歴
2017年に立命館大学卒業後、豊田自動織機女子陸上競技部に所属。2019年7月に同部を退部。駅伝競走で多くの区間賞を獲得し、京都府チームや立命館大を何度も優勝に導いた。
大学3年時の2015年夏季ユニバーシアードハーフマラソン個人で銀メダル、団体では菅野・銅メダル上原明悠美（松山大3年）・4位出水田眞紀（立大2年）らで金メダルを獲得した。
2016年3月12日の同3年時、世界大学クロスカントリー選手権個人8位、団体では清水萌衣乃（東農大1年）・出水田眞紀（立大2年）・菅野・細田あい（日体大2年）らで金メダルを獲得した。

## 主な記録
| 年     | 大会                     | 種目           | 順位     | 備考             |
| ------ | ------------------------ | -------------- | -------- | ---------------- |
| 2011年 | 都道府県対抗女子駅伝     | 6区            | 区間賞   | 京都府優勝       |
|        | 全国高校駅伝             | 1区            | 区間2位  | 立命館宇治5位    |
| 2012年 | 都道府県対抗女子駅伝     | 4区            | 区間2位  | 京都府2位        |
|        | 全国高校駅伝             | 1区            | 区間7位  | 立命館宇治優勝   |
| 2013年 | 全日本大学女子駅伝       | 2区            | 区間賞   | 立命館大優勝     |
|        | 富士山女子駅伝           | 1区            | 区間記録 | 立命館大大会記録 |
| 2014年 | 都道府県対抗女子駅伝     | 1区            | 区間2位  | 京都府優勝       |
|        | 日本インカレ             | 5000m          | 8位      |                  |
|        | 全日本大学女子駅伝       | 4区            | 区間賞   | 立命館大優勝     |
| 2015年 | 夏季ユニバーシアード     | ハーフマラソン | 銀メダル | 日本団体金メダル |
| 2016年 | 世界大学クロスカントリー | 6.2km          | 8位      | 日本団体金メダル |
|        | 日本インカレ             | 10000m         | 5位      |                  |
|        | 富士山女子駅伝           | 2区            | 区間3位  | 立命館大優勝     |
| 2017年 | 全日本実業団陸上選手権   | 10000m         | 14位     |                  |
| 2018年 | 都道府県対抗女子駅伝     | 4区            | 区間2位  | 京都府2位        |